# Amblystegiaceae
Famille
Les Amblystegiaceae, en français Amblystégiacées, sont une famille de mousses de l'ordre des Hypnales. Elle comprend 37 genres avec un total de 202 espèces présentes dans le monde entier, poussant dans les régions tropicales, tempérées et subpolaires. Amblystegium est le genre type.
Ces mousses sont petites à grandes et sont de couleur jaune, verte ou brune. Certaines sont aquatiques et d'autres terrestres. La plupart poussent dans des habitats humides. Beaucoup se reproduisent dans des substrats à pH basique, mais certaines poussent dans des substrats neutres voire acides. 

## Liste des genres
Selon Tropicos (16 juin 2020) (attention liste brute contenant possiblement des synonymes) :
- Acrocladium Mitt.
- Amblystegium Schimp.
- Apterygium Kindb.
- Arvernella Hugonnot & Hedenäs
- Callialaria Ochyra
- Calliergidium Grout
- Calliergon (Sull.) Kindb.
- Campyliadelphus (Kindb.) R.S. Chopra
- Campylidium (Kindb.) Ochyra
- Campylium (Sull.) Mitt.
- Campylophyllopsis W.R. Buck
- Conardia H. Rob.
- Cratoneuron (Sull.) Spruce
- Cratoneuropsis (Broth.) M. Fleisch.
- Donrichardsia H.A. Crum & L.E. Anderson
- Drepanocladus (Müll. Hal.) G. Roth
- Gradsteinia Ochyra
- Hamatocaulis Hedenäs
- Hygroamblystegium Loeske
- Hygrohypnella Ignatov & Ignatova
- Hygrohypnum Lindb.
- Hypnites Ettingsh.
- Hypnobartlettia Ochyra
- Koponenia Ochyra
- Larrainia W.R. Buck
- Leptodictyum (Schimp.) Warnst.
- Limprichtia Loeske
- Loeskypnum H.K.G. Paul
- Microhypnum Jan Kučera & Ignatov
- Neocalliergon R.S. Williams
- Ochyraea Váňa
- Orthotheciella (Müll. Hal.) Ochyra
- Palustriella Ochyra
- Pictus C.C. Towns.
- Platydictya Berk.
- Platyhypnum Loeske
- Platylomella A.L. Andrews
- Protoochyraea Ignatov
- Pseudoamblystegium Vanderp. & Hedenäs
- Pseudocalliergon (Limpr.) Loeske
- Pseudocampylium Vanderp. & Hedenäs
- Pseudohygrohypnum Kanda
- Richardsiopsis Ochyra
- Sanionia Loeske
- Sarmentypnum Tuom. & T.J. Kop.
- Sasaokaea Broth.
- Sciaromiadelphus Abramova & I.I. Abramov
- Sciaromiella Ochyra
- Sciaromiopsis Broth.
- Scorpidium (Schimp.) Limpr.
- Serpoleskea (Hampe ex Limpr.) Loeske
- Sinocalliergon Sakurai
- Straminergon Hedenäs
- Vittia Ochyra
- Warnstorfia Loeske